# Biała Podlaska
Biała Podlaska es una ciudad del este de Polonia, con 58 047 habitantes en 2005. Se encuentra al nordeste de Lublin y al norte de Chełm, a unos treinta y tres kilómetros de la frontera con Bielorrusia. Desde 1999 la ciudad se encuentra en el voivodato de Lublin y es la capital del distrito homónimo, mientras que hasta 1998 pertenecía al voivodato de Biała Podlaska.